# Castell de Fraser
El castell de Fraser és el castell de planta en "Z" més elaborat d'Escòcia i un dels més grans "castells de mar". Es troba a Kemnay, al comtat d'Aberdeenshire, a Escòcia. El castell s'aixeca en un bosc obert de 121,41 hectàrees amb terres de cultiu, que inclou un jardí i dues pistes forestals. Hi ha proves arqueològiques que demostren l'existència d'una torre quadrada anterior a l'actual castell.

## Construcció
Originàriament conegut com a Muchall-in-Mar, la construcció d'aquest castell de planta en "Z" de cinc plantes començà l'any 1575 pel 6è Laird de Fraser, Michael Fraser, a la base d'una torre anterior, al voltant del 1400, i va ser acabada l'any 1636. Hi ha un panell a la façana nord del castell signat amb "Jo Bel": es creu que és la marca del mestre picapedrer John Bell de Midmar. El castell és una creació conjunta amb un altre mestre paleta de l'època, Thomas Leiper, i amb James Leiper.
El castell de Fraser és de la mateixa època que altres castells propers com el castell de Craigievar, el castell de Crathes i el de Muchalls. El castell de Muchalls va ser construït sobre una fortalesa del segle xiii del clan Fraser, i la reconstrucció del segle xvii va ser també duta a terme pel mestre picapedrer Leiper.

## Propietat
El castell de Fraser va ser construït com a casa de la família Fraser de Muschalls, que hi van viure fins a l'any 1921. El castell va ser venut per Teodora Mackenzie Fraser perquè no hi havia hereus vàlids que el poguessin heretar. El comprador va ser Weetman Pearson, primer vescomte Cowdray. La família Pearson va restaurar el castell com a camp de tir i el va donar al National Trust for Scotland l'any 1976.

## Fantasmes
Explica la llegenda que una jove princesa, mentre s'allotjava al castell, fou brutalment assassinada mentre dormia a la "Sala Verda". El seu cos va ser arrossegat per les escales de pedra, deixant un rastre de taques de sang. Tot i que les van fregar fortament, els ocupants del castell no van poder llevar les taques, per la qual cosa es van veure obligats a cobrir els graons amb fusta, tal com estan avui dia. Es diu que la princesa encara passeja pels passadissos del castell durant la nit. És més probable, no obstant això, que les escales de pedra fossin cobertes perquè fossin més fàcils de pujar a mesura que van ser utilitzades com a escala del servei al segle xix.
L'antic propietari, Eric Wilkinson, va afirmar que hi havia hagut nombroses aparicions de fantasmes; també una antiga propietària, Lavina Smiley, deia escoltar amb freqüència música de piano al castell buit.

## Ús actual
El castell Fraser ha estat usat recentment com a lloc de rodatge de la pel·lícula premiada amb un Globus d'Or, un Premi BAFTA i un Oscar, The Queen, protagonitzada per Helen Mirren.
Avui dia el castell és propietat del National Trust for Scotland, i està obert al públic des de Pasqua fins a octubre. També es pot llogar per a noces.